# Fréville, Seine-Maritime

Fréville este o comună în departamentul Seine-Maritime, Franța. În 1 ianuarie 2018 avea o populație de 951 de locuitori.